# Battaglia del Vesuvio (340 a.C.)
La battaglia del Vesuvio fu combattuta durante la guerra latina tra la Repubblica romana e il popolo dei Latini.
Essa ebbe luogo nei pressi del Vesuvio, non molto distante dalla città di Neapolis, e vide la vittoria dell'esercito romano, comandato dai consoli Publio Decio Mure (che morì in battaglia) e Tito Manlio Imperioso Torquato.

## I Latini
I Latini furono un antico popolo indoeuropeo storicamente stanziato, a partire dal II millennio a.C., lungo la costa occidentale della Penisola italica, nella regione che da loro prese il nome di "Latium". Politicamente frazionati, i Latini condividevano lingua (il latino) e cultura. Diedero un contributo determinante alla formazione del popolo di Roma (Quiriti).
Dopo la sconfitta nella battaglia del Lago Regillo (nel 499 a.C. o nel 496 a.C.), i Latini erano stati sempre fedeli alleati dei Romani, condividendo spesso le imprese militari, e per questo, anche le strategie e tattiche di guerra.
In seguito alla vittoria romana nella prima guerra sannitica, e al successivo trattato di pace con i Sanniti, i Romani ordinarono ai Latini di cessare gli attacchi nel Sannio, ma i Latini, si rifiutarono, chiedendo maggiori diritti ai Romani. I Romani risposero armando un esercito per condurre quella che sarebbe stata ricordata come la Guerra latina.

## Prodromi
I Romani disposero in prima linea 15 manipoli di hastati, seguita da una seconda linea formata da 15 manipoli di Principes, mentre la terza fila era composta da 15 manipoli formati ciascuno da tre plotoni, uno di triarii, uno di rorarii e uno di accensi.
I Latini, condividendo la stessa organizzazione di guerra, si erano schierati allo stesso modo.
(Livio, Ab Urbe condita libri, VIII, 8.)
Per questo motivo, al centurione primipilo romano, fu affiancato un centurione più giovane, a lui subordinato, che lo proteggesse dall'avversario latino che gli fosse stato destinato.
Fatti i sacrifici rituali, gli Aruspici stabilirono che Manlio avesse avuto auspici favorevoli, al che Decio, per quanto concordato precedentemente con Manlio, si dispose al sacrificio, se gli eventi lo avessero richiesto.

## Battaglia

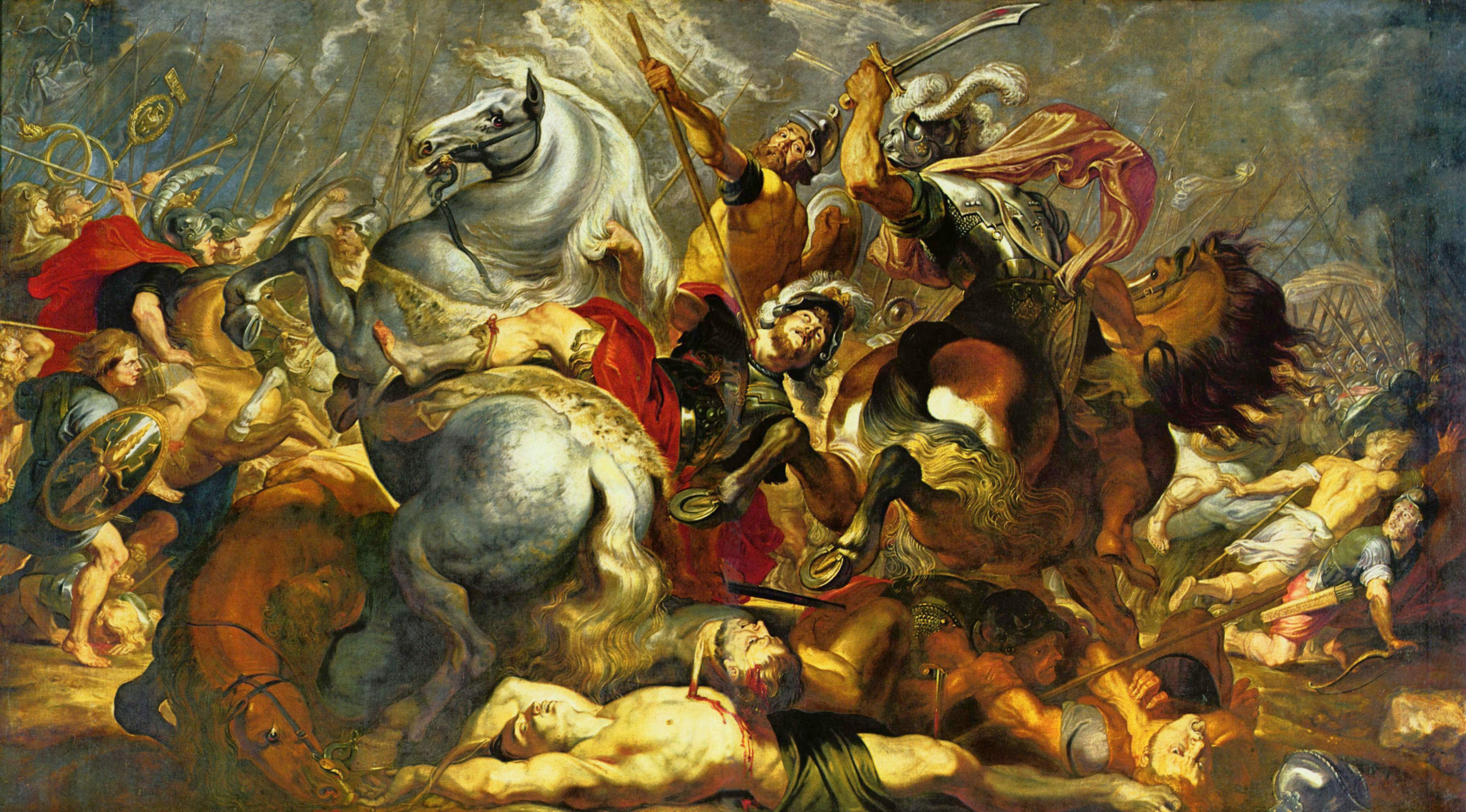
La morte di Publio Decio Mure, console nel 340 a.C., nel corso della battaglia del Vesuvio (opera di Peter Paul Rubens, 1617-1618, Vaduz, Sammlungen des Regierenden Fürsten von Liechtenstein)

I Romani avanzarono sul campo di battaglia con Manlio che guidava l'ala destra, e Decio la sinistra. L'iniziale parità delle forze in campo fu rotta quando gli hastati romani, non riuscendo a reggere la pressione dei Latini, dovettero riparare tra i principes. Vista la difficile situazione, Decio si risolse all'estremo sacrificio, pronunciando le frasi di rito.
(Livio, Ab Urbe condita libri, VIII, 9.)
Quindi saltò a cavallo con le armi in pugno e si gettò in mezzo ai nemici, creando grave scompiglio tra le file dei Latini, finché non cadde colpito da un nugolo di frecce.
A questa scena i Romani ripresero coraggio, e i rorarii si unirono alle prime due file nella battaglia, mentre i triari rimanevano fermi, inginocchiati, aspettando l'ordine di battaglia.
La battaglia continuava, e in diversi punti i Latini stavano avendo la meglio, per cui Tito Manlio diede l'ordine di battaglia agli accensi, mantenendo sempre fermi e inginocchiati i triari.
I Latini, convinti da questa mossa che i romani avessero impegnato anche i triari, fecero la stessa mossa, dando il segnale di attacco ai propri triari, che, seppur con grande fatica, riuscirono a respingere gli accensi romani.
Quando i Latini erano ormai convinti di aver raggiunto nel combattimento l'ultima linea dei Romani, avendone avuta la meglio, Manlio diede l'ordine di battaglia ai triari.
(Livio, Ab Urbe condita libri, VIII, 10.)
I triari, lasciati freschi, si buttarono nella mischia, facendo strage delle prime file dei Latini, facendone un massacro, tanto che solo un quarto dei soldati sopravvisse allo scontro, regalando la vittoria ai Romani.
(Tito Livio, Ab Urbe condita libri, VIII, 10.)

## Conseguenze
I Latini in fuga ripararono a Minturno, mentre il loro accampamento venne preso dopo la battaglia, e là molti uomini, in buona parte Campani, alleati dei Latini contro i Sanniti, furono catturati e passati per le armi.